# Buddy Montgomery
Buddy Montgomery (30 de enero de 1930, Indianápolis, Indiana - 14 de mayo de 2009) fue un vibrafonista y pianista estadounidense de jazz. Fue el hermano menor de Wes Montgomery y Monk Montgomery, y juntos grabaron una serie de álbumes juntos, como The Montgomery Brothers

## Biografía
Buddy toco por primera vez profesionalmente en 1948, en 1949 toco con Big Joe Turner, y poco después con Slide Hampton. Después de un período en el Ejército, donde tenía su propio cuarteto, se unió a la Mastersounds como vibrafonista con su hermano Monk, el pianista Richie Crabtree y el baterista Benny Barth en 1957. Lideró la Montgomery-Johnson Quintet con Ray Johnson, de 1955 y 1957. Sus primeros períodos de sesiones como un líder son de la década de 1950. Toco brevemente con Miles Davis en 1960. En 1969 se mudó a Milwaukee, Wisconsin, y enseñó jazz a nivel local. A principios de la década de 1980 se trasladó a Oakland; allí se lanzó más material solista y tocó con la Banda de la Reunión de Riverside, Charlie Rouse, David Fathead Newman y Bobby Hutcherson.

## Discografía

### Solista
- Swinging with the Mastersounds (Fantasy/OJC, 1960)
- A Date with the Mastersounds (Fantasy/OJC, 1961)
- The King And I (World Pacific Records, 1961)
- The Two-Sided Album (Milestone Records, 1968)
- This Rather Than That (Impulse!, 1969)
- Ties (Bean, 1977)
- Of Love (Storyville, 1986)
- Ties of Love (Landmark Records, 1986)
- So Why Not? (Landmark, 1988)
- Live at Maybeck Recital Hall (Concord Jazz, 1991)
- Here Again (Sharp Nine, 1997)
- Icebreaker (Staalplaat, 2001)
- A Love Affair in Paris (Space Time, 2002)
- A Day in the Life (Pony Canyon, 2006)

### Acompañante
- Bobby Hutcherson: Cruisin' the Bird (Landmark, 1988)
- George Shearing with the Montgomery Brothers: A Date with the Montgomery Brothers
- Wes Montgomery: Wes & Friends (Milestone, 1961)
- Charlie Rouse: Epistrophy (Landmark, 1988)
- Colleen McNabb: "Don't go to strangers" (Zuccarecords, 2009)